# Louis Bruce
Louis (Lawrence, Lewis) Bruce McAvoy Mortimore Doney (ur. 17 grudnia 1875, zm. 31 marca 1958) – brytyjski zapaśnik walczący w stylu wolnym. Olimpijczyk z Londynu 1908, gdzie zajął piąte miejsce w wadze ciężkiej.

## Letnie Igrzyska Olimpijskie 1908
| Konkurencja       | Rundy eliminacyjne      | Rundy eliminacyjne    | Klas. końcowa |
| Konkurencja       | 1/8                     | 1/4                   | Miejsce       |
| ----------------- | ----------------------- | --------------------- | ------------- |
| +73 kg styl wolny | Alfred Banbrook (GBR) Z | Ernest Nixson (GBR) P | 5.            |